# Sigmatomera geijskesana
Sigmatomera geijskesana är en tvåvingeart som beskrevs av Alexander 1946. Sigmatomera geijskesana ingår i släktet Sigmatomera och familjen småharkrankar. Inga underarter finns listade i Catalogue of Life.